# Idiocerus mexicanus
Idiocerus mexicanus är en insektsart som beskrevs av Henry Fairfield Osborn och Ball 1898. Idiocerus mexicanus ingår i släktet Idiocerus och familjen dvärgstritar. Inga underarter finns listade i Catalogue of Life.